# Quận Grundy, Illinois
Quận Grundy là một quận thuộc tiểu bang Illinois, Hoa Kỳ.
Quận này được đặt tên theo. Theo điều tra dân số của Cục điều tra dân số Hoa Kỳ năm 2000, quận có dân số 37.535 người. Quận lỵ đóng ở Morris.6 Trung tâm dân số của Illinois toạ lạc ở quận Grundy ở Mazon..

## Địa lý
Theo Cục điều tra dân số Hoa Kỳ, quận có diện tích 430,42 dặm vuông Anh (1.114,8 km2), trong đó có 419,90 dặm vuông Anh (1.087,5 km2) là diện tích mặt nước.

## Thông tin nhân khẩu
Theo điều tra dân số Mỹ năm 2000, 2 có 37.535 người, 14.293 hộ gia đình, và 10.276 gia đình sống trong quận hạt. Mật độ dân số là 89 người trên một dặm Anh vuông (35/km ²). Có 15.040 đơn vị nhà ở mật độ trung bình là 36 trên một dặm Anh vuông (14/km ²). Cơ cấu chủng tộc của dân cư sinh sống trong quận bao gồm 97,09% người da trắng, 0,19% da đen hay Mỹ gốc Phi, 0,24% người Mỹ bản xứ, 0,30% châu Á, Thái Bình Dương 0,01%, 1,30% từ các chủng tộc khác, và 0,87% từ hai hoặc nhiều chủng tộc. 4,13% dân số là người Hispanic hay Latino thuộc một chủng tộc nào. 20,7% là người gốc Đức, Ailen 15,2%, 12,0% người Ý, Na Uy 8,3%, 7,4% người gốc Anh và 6,7% gốc Mỹ theo điều tra dân số năm 2000. 95,2% nói người gốc Anh và 3,7% tiếng Tây Ban Nha là ngôn ngữ đầu tiên của họ.
Có 14.293 hộ, trong đó 35,30% có trẻ em dưới 18 tuổi sống chung với họ, 59,60% là đôi vợ chồng sống với nhau, 8,60% có một chủ hộ nữ và không có chồng, và 28,10% là không lập gia đình. 23,50% hộ gia đình đã được tạo ra từ các cá nhân và 9,40% có người sống một mình 65 tuổi hoặc lớn hơn. Cỡ hộ trung bình là 2,60 và cỡ gia đình trung bình là 3.09.
Trong dân số quận đã được trải ra với 26,60% dưới độ tuổi 18, 8,30% 18-24, 30,20% 25-44, 22,50% từ 45 đến 64, và 12,30% từ 65 tuổi trở lên người. Độ tuổi trung bình là 36 năm. Đối với mỗi 100 nữ có 98,90 nam giới. Đối với mỗi 100 nữ 18 tuổi trở lên, đã có 97,40 nam giới.
Thu nhập trung bình cho một căn nhà trong quận là 51.719 USD, và thu nhập trung bình cho một gia đình là USD 60.862. Phái nam có thu nhập trung bình USD 46.392 so với 26.487 USD của phái nữ. Thu nhập bình quân đầu người đạt mức 22.591 USD. Có 3,20% gia đình và 4,80% dân số sống dưới mức nghèo khổ, trong đó có 5,00% những người dưới 18 tuổi và 6,00% của những người 65 tuổi hoặc hơn.